# Ergica

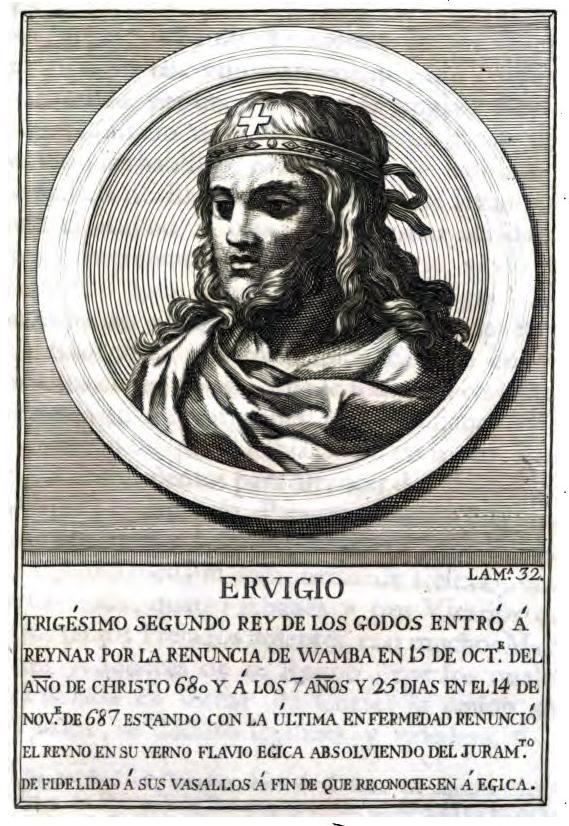
Ergica

Ergica of Egica (circa 610 - 702) was koning van de Visigoten in het huidige Spanje. In 687 kwam hij aan het bewind en regeerde tot aan zijn dood. Hij trouwde Cixillo, de dochter van zijn voorganger koning Erwig.
Ergica raakte direct al betrokken in juridische touwtrekkerij met zijn schoonfamilie, maar in 691 was zijn positie zo sterk dat hij opdracht kon geven tot de bouw van de kerk van San Pedro de la Nave in Zamora.
In 693 vond er een opstand plaats tegen Ergica, onder de bezielende leiding van de heerser over Toledo, Sisebert. Ergica weerstond de opstand succesvol en vernietigde de machtsbasis van Sisebert volledig.
Op dit moment van zijn regeringsperiode voelde Ergica de eerste bedreigingen van islamitische krachten vanuit Noord-Afrika. Nadat joodse weerstand tegen de Visigoten een krachtige impuls had gekregen door de steun van het islamitisch kalifaat van de Moren, kondigde Ergica een aantal strenge anti-joodse wetten af: het land van joden werd verbeurdverklaard, de joden zelf kregen de status van slaaf en joodse kinderen van acht jaar en ouder zouden worden opgevoed als christen. Door de krachtige alliantie tussen joden en Moren en de desintegrerende macht van de Visigoten werden deze maatregelen nauwelijks geëffectueerd.
Ergica's regeerperiode kenmerkte zich door het toepassen van een wreed strafgericht. Bij verschillende overtredingen werden zware lichamelijke straffen geëist.
Tussen 693 en 702 deelde Ergica de macht met zijn zoon Wittiza.
Alarik I ·
Athaulf ·
Sigerik ·
Wallia ·
Theoderik I ·
Thorismund ·
Theoderik II ·
Eurik ·
Alarik II ·
Gesalic ·
Amalarik ·
Theudis ·
Theudigisel ·
Agila I ·
Athanagild ·
Liuva I ·
Leovigild ·
Reccared I ·
Liuva II ·
Witterik ·
Gundemar ·
Sisebut ·
Reccared II ·
Suintila ·
Sisenand ·
Chintila ·
Tulga ·
Chindaswinth ·
Recceswinth ·
Wamba ·
Erwig ·
Ergica ·
Wittiza ·
Roderik ·
Achila II ·
Ardon